# Indrik
L'Indrik è una creatura della mitologia russa. È il re di tutti gli animali e vive sulla "Montagna Sacra", dove nessun altro ha mai messo piede. Le leggende dicono che quando si sgranchisce, la Terra tremi.
La parola "Indrik" è una versione distorta della parola russa edinorog (unicorno).
Questa creatura è descritta come gigante, con corpo da toro, zampe da cervo, testa di cavallo e un enorme corno che lo rende vagamente simile a un rinoceronte.